# ماركو أنطونيو ألفاريز فيريرا
ماركو أنطونيو ألفاريز فيريرا (بالبرتغالية: Marco Antonio Alvarez Ferreira‏) هو لاعب كرة قدم ومدرب كرة قدم برازيلي، ولد في 20 يوليو 1964 في البرازيل. شارك مع منتخب البرازيل تحت 20 سنة لكرة القدم. أما مع النوادي، فقد لعب مع بورتوغيزا سانتيستا ونادي سانتوس ونادي فورتاليزا.